# Martí Font
Martí Font Masana (Granollers, 1932-Granollers, 2007) fue un jugador de balonmano español en las modalidades de a once jugadores y a siete, disputando los Campeonatos de España de balonmano a once y la División de Honor.
Portero humilde y de gran efectividad bajo los palos. Cumplía con eficacia una tarea reservada sólo a los grandes jugadores de la historia del deporte. Reconocido por su esfuerzo y entusiasmo entre sus compañeros.

## Trayectoria
- BM Granollers

## Palmarés clubes
- Balonmano a 11
  - 2 Campeonato de España de balonmano a once: 1955-56 y 1958-59
  - 2 Campeonato de Cataluña de balonmano a once: 1955-56 y 1958-59

- Balonmano a 7
  - 3 Primera División: 1955-56, 1956-57 y 1957-58
  - 1 Copa del Generalísimo: 1957-58